# Cereda (La Valletta Brianza)
Cereda è una frazione geografica del comune di La Valletta Brianza in provincia di Lecco (da non confondere con l'omonima località nel comune di Lecco) posta in posizione rialzata a sudest del centro abitato di Perego, comune cui apparteneva prima dell'istituzione del comune attuale, sulla strada verso Merate.

## Storia
Registrato agli atti del 1751 come un villaggio milanese di 100 abitanti, pochi anni dopo incorporò porzioni del territorio fiscale di Perego e di Roncaria, e alla proclamazione del Regno d'Italia nel 1805 risultava avere 154 residenti. Nel 1809 un regio decreto di Napoleone determinò la soppressione dell'autonomia municipale per annessione a Sirtori, ma il Comune di Cereda fu poi ripristinato con il ritorno degli austriaci. L'abitato crebbe poi discretamente, tanto che nel 1853 risultò essere popolato da 205 anime, salite a 245 nel 1861. Fu nel 1870 che un decreto di Vittorio Emanuele II causò la soppressione definitiva del comune unendolo a Perego.